# Lanzarotes flygplats
Lanzarotes flygplats (IATA: ACE, ICAO: GCRR) (spanska: Aeropuerto de Lanzarote); även kallad Arrecifes flygplats, är en flygplats på den spanska ön Lanzarote. Flygplatsen ligger i San Bartolomé, Las Palmas, 5 kilometer sydväst om öns huvudstad, Arrecife. Den hanterar flyg till många europeiska flygplatser, med hundratusentals turister varje år, samt inrikesflyg till andra spanska flygplatser. Den hanterade 7 350 451 passagerare under 2022.

## Historik
På 1930-talet blev ett behov av en flygplats på ön uppenbart när det krävdes förbindelser med de andra öarna och fastlandet, samt en tankstation för flygplan. Därför byggdes ett flygfält vid Llanos de Guacimeta. Det första flygplanet som landade på flygplatsen var en Junkers Ju 52 EC-DAM den 24 juli 1941. Det spanska flygvapnet såg då ett behov av en permanent flygplats för försvarsändamål, och denna byggdes i Arrecife. År 1946 accepterade flygplatsen provisoriskt civil trafik. Förbättringar genomfördes av de befintliga anläggningarna, med en förlängning av landningsbanan och ytterligare ramputrymme.

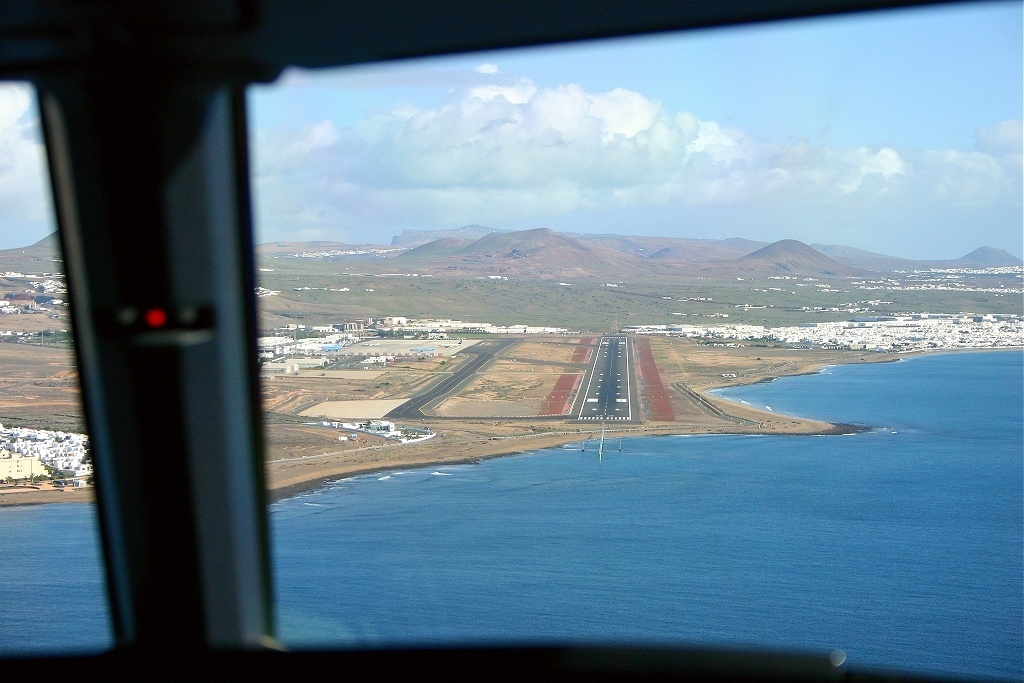
Lanzarote Airport sedd från cockpit i ett inkommande flygplan.

En ny passagerarterminal byggdes tillsammans med ett kontrolltorn, och den 3 mars 1970 började internationella och inrikesflyg använda flygplatsen. En mittpunkt i Guacimeta-terminalen var väggmålningen skapad av César Manrique med titeln Lanzarote.

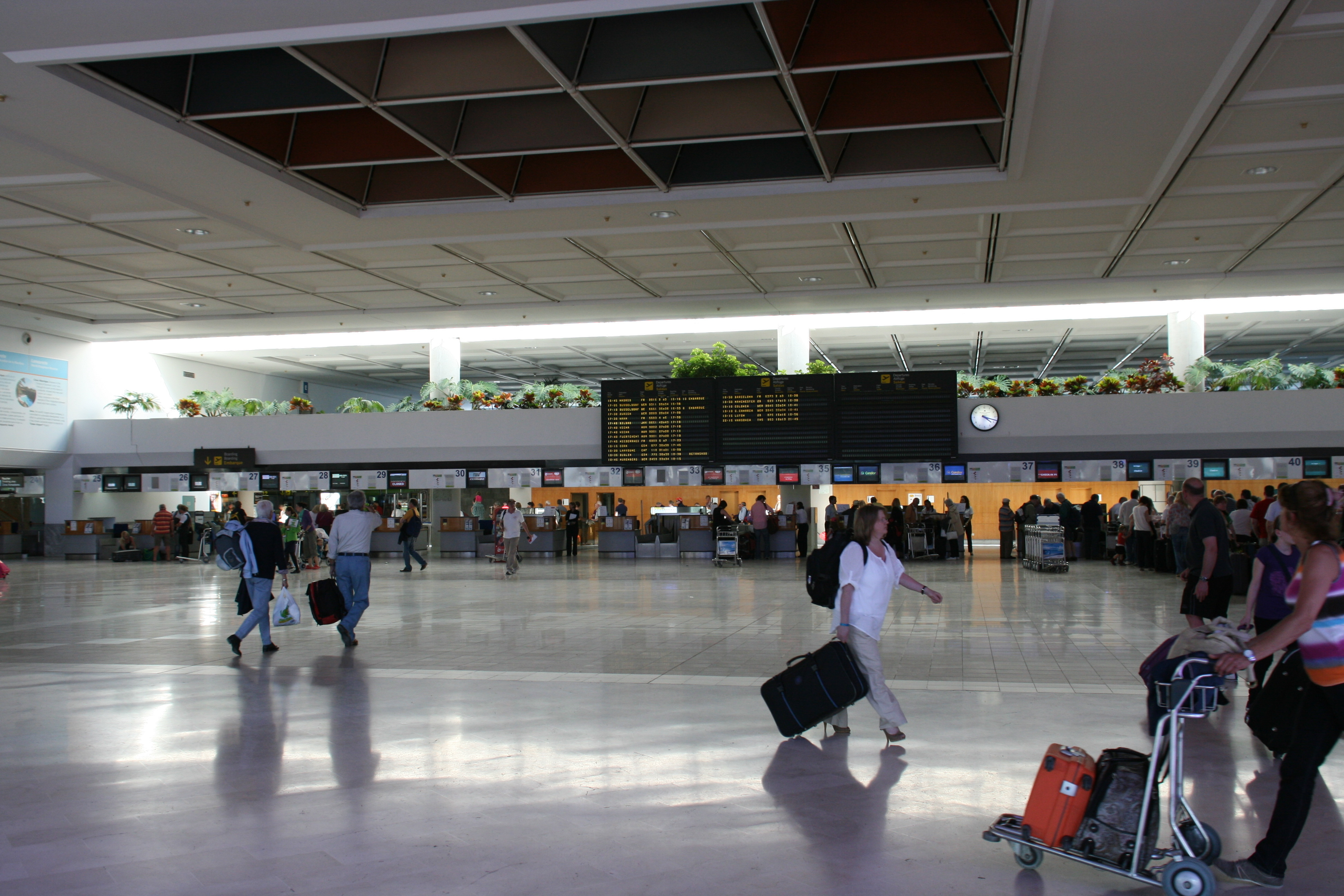
Terminalhallen.

Den växande användningen av flygplatsen krävde behovet av förbättrade faciliteter. DME, ILS och VOR-anläggningar installerades för bana 03/21 tillsammans med ytterligare parkeringsplatser. Ny banbelysning och en brandstation togs också i drift. År 1999 öppnade en ny passagerarterminal (Terminal 1), med en kapacitet på 6 miljoner passagerare per år. Sedan dess har den ursprungliga passagerarterminalen förnyats och används nu för flygningar mellan öarna (Terminal 2).

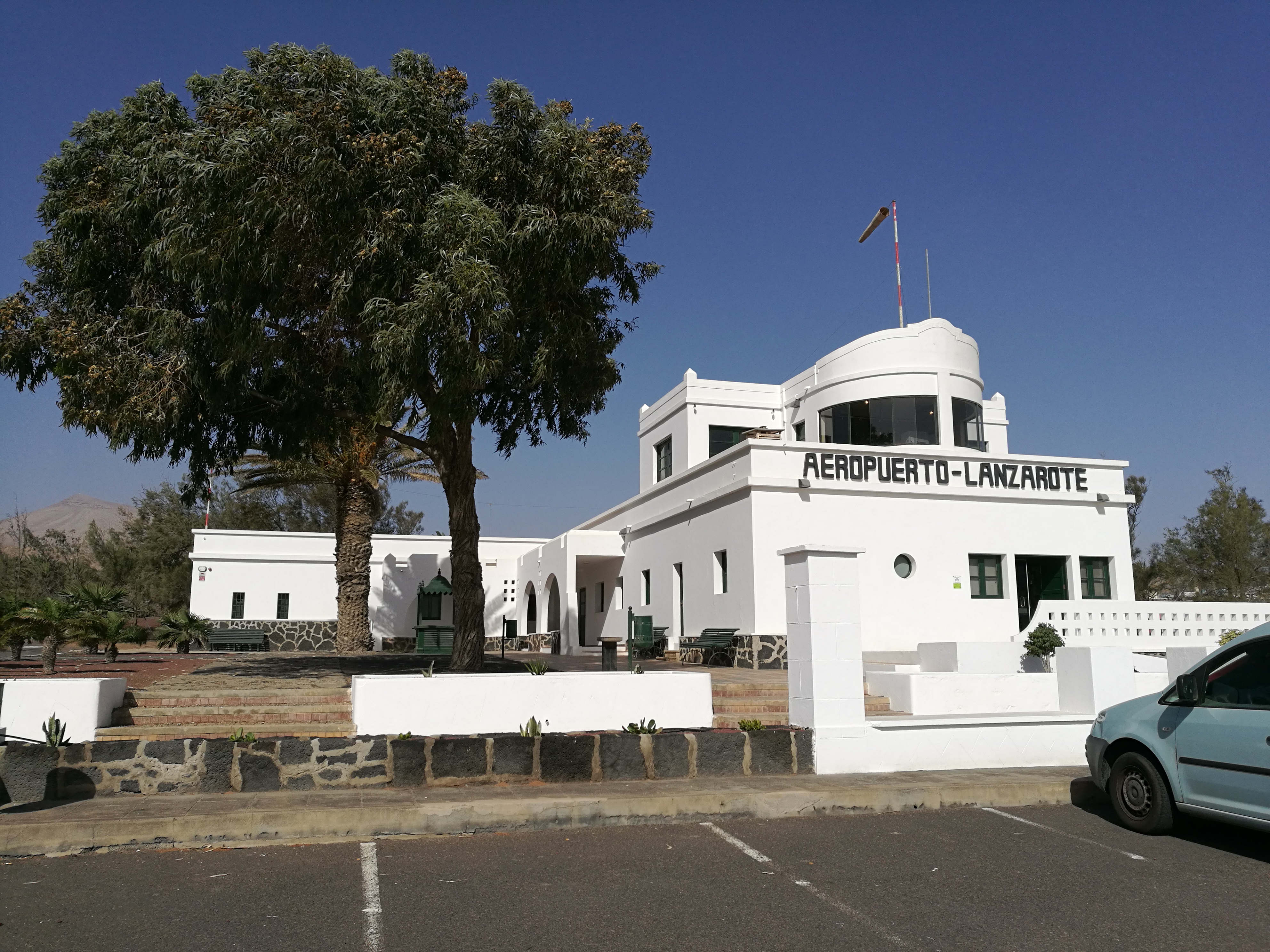
The first passenger terminal (1946-1970). Now Aeronautical Museum.

År 2002, som svar på intresse från både turister och lokalbefolkning om öns flygarv, beslutade Aena att använda passagerarterminalen Guacimeta som ett flygmuseum. Museet ger en omfattande och detaljerad inblick i flygets historia på ön. Det finns ett antal audiovisuella presentationer.
Som en hyllning till det arv som den lokala konstnären César Manrique lämnade efter sig ändrades flygplatsens officiella namn 2019, samtidigt som hundraårsdagen av konstnärens födelse.

## Flygbolag och destinationer
Följande flygbolag erbjuder året runt och säsongsbetonade reguljär- och charterflyg på Lanzarote Airport:
| Flygbolag             | Destinationer |
| --------------------- | --- |
| Aer Lingus            | Cork, Dublin |
| Air Europa            | Bilbao, Madrid Säsong: Barcelona, Santiago de Compostela |
| Air Nostrum           | Säsong charter: Porto |
| Austrian Airlines     | Vienna |
| Binter Canarias       | Gran Canaria, Guelmim, La Palma, Tenerife–North Säsong: Funchal |
| British Airways       | London–Gatwick |
| Brussels Airlines     | Brussels |
| Canaryfly             | Gran Canaria, Tenerife–North |
| Condor                | Düsseldorf, Frankfurt, Hamburg, Leipzig/Halle, Munich, Stuttgart |
| Corendon Airlines     | Cologne/Bonn, Düsseldorf, Hannover, Nuremberg |
| Discover Airlines     | Säsong: Frankfurt, Munich |
| easyJet               | Basel/Mulhouse, Berlin, Bordeaux, Bristol, Edinburgh, Liverpool, London–Gatwick, London–Luton, Lyon, Manchester, Milan–Malpensa, Nantes, Paris-Charles de Gaulle Säsong: Amsterdam, Belfast–International, Geneva |
| Edelweiss Air         | Zürich |
| Eurowings             | Säsong: Berlin, Cologne/Bonn, Düsseldorf, Hamburg, Stuttgart |
| Finnair               | Säsong: Helsinki |
| Iberia                | Seville Säsong: Málaga, Valencia, Valladolid, Vigo |
| Iberia Express        | Madrid |
| Jet2.com              | Belfast–International, Birmingham, Bristol, East Midlands, Edinburgh, Glasgow, Leeds/Bradford, Liverpool (börjar 29 mars 2024), London–Stansted, Manchester, Newcastle upon Tyne |
| Luxair                | Luxembourg |
| Marabu                | Munich |
| Neos                  | Säsong: Milan–Malpensa |
| Norwegian Air Shuttle | Säsong charter: Bergen, Oslo |
| Ryanair               | Barcelona, Bergamo, Birmingham, Bologna, Bournemouth, Bratislava, Bristol, Charleroi, Cologne/Bonn, Cork, Dublin, East Midlands, Edinburgh, Glasgow–Prestwick, Knock, Leeds/Bradford, London–Luton, London–Stansted, Madrid, Manchester, Marseille, Milan–Malpensa, Nuremberg, Santiago de Compostela, Seville, Shannon, Turin Säsong: Alicante, Beauvais, Belfast–International, Berlin, Bremen, Budapest, Liverpool, Marrakesh (börjar 3 juni 2024), Memmingen, Rome–Fiumicino, Venice, Vienna, Weeze, Zagreb |
| Scandinavian Airlines | Säsong charter: Oslo |
| Smartwings            | Prague Säsong charter: Katowice, Warsaw–Chopin |
| Transavia             | Amsterdam, Eindhoven, Nantes, Paris–Orly, Rotterdam/The Hague |
| TUI Airways           | Birmingham, Bournemouth, Bristol, Cardiff, Dublin, East Midlands, Exeter, Glasgow, London–Gatwick, London–Luton, Manchester, Newcastle upon Tyne Säsong: Belfast–International Säsong charter: Cork, Shannon |
| TUI fly Belgium       | Brussels |
| TUI fly Deutschland   | Düsseldorf, Frankfurt, Hannover, Munich, Stuttgart |
| TUI fly Netherlands   | Amsterdam, Eindhoven, Rotterdam/The Hague |
| TUI fly Nordic        | Säsong charter: Gothenburg-Landvetter, Stockholm–Arlanda, |
| Volotea               | Asturias Säsong: Bordeaux, Lille, Lyon, Marseille, Nantes, Strasbourg, Toulouse |
| Vueling               | Alicante, Asturias, Barcelona, Bilbao, Copenhagen, Málaga, Paris–Orly, Santiago de Compostela, Seville, Valencia Säsong: Amsterdam, London–Gatwick, Palma de Mallorca, Zaragoza |